# Privates (serie de televisión)
Privates es una serie de televisión del 2013 de la BBC. Está situada en 1960, donde sigue las historias de ocho soldados rasos, quiénes son parte del último ingreso al Servicio Nacional, sus relaciones con sus oficiales y oficiales no comisionados, personal civil y familias. La serie fue escrita por Damian Wayling, dirigido por Bryn Higgins y producido por Nick Pitt.
Está ambientado en el Regimiento ficticio de Yorkshire Del Norte, aunque para efecto dramático, los protagonistas son de distintos lugares que incluyen Londres, Liverpool, Escocia, Gales e Irlanda del Norte. Filmado en Irlanda del Norte, los extras fueron proporcionados por soldados, esposas y familias de 2.º Batallón, Los Rifles. Las ubicaciones son la Base del Ejército Ballykinler, Tyrella Playa, Paseo Del sur Newcastle.

## Argumento
Privates es la historia de la última incorporación de reclutas para el Servicio Nacional en 1960; ocho hombres jóvenes realizan el entrenamiento básico en un campamento azotado por el viento en Yorkshire, cuando el fin de la era de deferencia se encuentra con el mundo del rock 'n' roll.
Los reclutas llegan al regimiento mientras en la radio se escucha: "Esta es la BBC en el 3 de Noviembre de 1960. Hoy, es la última incorporación de todos los sectores sociales y de todo el país se está llevando a los campamentos del ejército para iniciar su Servicio Nacional. En la Cámara de los Comunes, los parlamentarios expresaron su preocupación por los efectos que el fin de la conscripción tendrá en nuestra capacidad para proteger a Gran Bretaña y sus colonias de la creciente amenaza rusa."

## Reparto
- Alexander Vlahos como Soldado Tom Keenan
- Jack Fox como Soldado White-Bowne
- Billy Seymour como Soldado Eddie Wratten
- Ross Anderson como Soldado Gordon Lomax
- Sam Swann como Soldado Rothman
- Matthew Aubrey como Soldado Owen Davies
- Conor MacNeill como Soldado McIllvenny
- David Kirkbride como Soldado Hoy
- Marc Silcock como Soldado de Primera Jimmy Hobbs
- Phil McKee Como Cabo Barrowman
- Michael Nardone como Sargento Michael Butcher
- Richard Katz como Capitán Viktor Bulgakov
- Patrick Baladi como Capitán Colin Gulliver
- Emma Stansfield como Audrey Gulliver
- Sara Vickers como Connie Charles
- Sasha Frost como Norah Preston

### Perfiles de personajes
- Soldado Tom Keenan es un pacifista. Luego de ciertos malentendidos, comienza una relación con la enfermera Connie Charles. Tiene una historia pasada con el Soldado de Primera Hobbs, que es revelado en los siguientes episodios, lo que lo llevó a ser castigado por sus superiores. Pasaría sus años de servicio limpiando los baños, pero luego miente al Capitán sobre la verdad de su altercado con Hobbs, que estaba AWOL (Ausente sin permiso), uniéndose al entrenamiento con sus camaradas de la Sección dos. Realiza una apuesta con el Soldado White-Bowne sobre si su "plan de escape" funcionaría antes de empezar con el entrenamiento.
- Soldado White-Bowne es conservador de alta clase. Fue miembro  del Cuerpo de Formación de Oficiales en Eton. Odia haber sido llamado cuando no tiene ningún interés en servir en el ejército o convertirse en un oficial. White-Bowne dice tener un "plan de escape", el cual es revelado en el capítulo 2 (después de que usa sin permiso el teléfono del Capitán) para implicar a la Asociación Conservadora del área en el que vive. El resto de la sección tiene una relación de amor/odio con White-Bowne y su actitud de superioridad natural no es del agrado de los hombres de la Sección dos. Sus actividades casi siempre resultan en burlarse de los miembros de la sección.
- Soldado Wratten es un joven astuto, vestido de manera elegante. Su acento sugiere que es de Londres. Cuando fueron interrogados por el Cabo y Sargentos si habían tenido algún tipo de formación en una institución militar, afirmó se para ser parte de "East End Firm", una pandilla, en la división de Mile End, dirigida por los infames Gemelos Kray  pero es desconocido si esto es cierto o solo bravado. El Sargento Butcher advierte al resto que Wratten no es más que un ladrón, al igual que el resto de la pandilla. Según el Sargento, el juez le dio dos opciones: cumplir su sentencia en prisión, o enlistarse como soldado. El Sargento tomó un odio hacia el Soldado de inmediato; según el Soldado de Primera Hobbs, eso es algo común. En el episodio 2 fue revelado que tiene un hijo.
- Soldado Gordon Lomax es presentado como un soldado vestido de un Oficial que personifica a distintos personajes ficticios, hablando con frases de estos. El Capitán Gulliver cree que está fingiendo para escapar de sus años de servicio, por lo que lo mantienen en observación con los miembros de la Sección Dos. Lomax le revela más tarde al Soldado Keenan que todo es un acto, aunque el capitán Bulgakov dice que es una mezcla entre un acto y que está verdaderamente loco.
- Soldado Rothman es un judío con fanáticos en su familia. Se presenta como competidor del Soldado White-Bowne para las elecciones del candidato de la Asociación Conservadora luego de ser persuadido por el Soldado Keenan, quien le dice que le enseñaría todo lo que necesita sobre política para ganar su exención.
- Soldado Owen Davies es el primero en ser intimidado por el Sargento Butcher llamándolo "tonto galés". Su abuelo Gilbert Davies sirvió en el regimiento "King's Own Rifles", pero no habla de sus días en la guerra y su familia cree que tal vez fue un desertor. Duda de si está hecho para ser un Soldado. Se entera de que su abuelo fallece en el "Día del Recuerdo" y el Soldado Keenan descubre, mientras realizaban una limpieza en uno de los depósitos, la verdad sobre lo que pasó con su abuelo.
- Soldado McIllvenny formó parte de la "Brigada de chicos", donde estuvo "comprometido con la disciplina, la obediencia y todas las intenciones hacia la verdadera virilidad cristiana".
- Soldado Hoy es el más grande de los miembros de la Sección dos, lo que parece afectar su coordinación, dificultándole poder hacer realizar de manera correcta la marcha militar.
- Soldado de Primera Jimmy Hobbs es el chef principal del regimiento. Prometido de Norah Preston, estuvo "Ausente sin permiso" luego de que el Soldado Keenan lo persiguiera al momento de verlo en la base militar. Planea escapar con Norah a Estados Unidos, pero finalmente regresa a la base aunque sabía de las consecuencias de haber escapado y pegar a su Comandante, el capitán Gulliver, sin querer. En el episodio 4 le revela al Soldado Keenan y a Norah lo que realmente pasó entre él y la hermana de Keenan.
- Norah Preston es la prometida del Soldado de Primera Hobbs, y trabaja en la base. Su relación con Hobbs es polémico en Inglaterra en 1960 debido a su etnicidad, a pesar de que las únicas personas que tienen alguna objeción son presuntamente los padres de Hobbs, ya que ella parece para ser popular entre los personales de NAAFI, así como también soldados y oficiales. Aun así, su padre, un soldado anterior en el Ejército británico, emigró a los Estados Unidos por los malos tratos que sufrió mientras terminaba su servicio debido a su género racial y etnicidad. Ella oculta la oferta de amnistía que el ejército ofrece a su prometido e intenta emigrar a Liverpool, y más tarde a los Estados Unidos, pero el día del viaje, Hobbs la deja plantada en la estación mientras él regresa a la base.
- Connie Charles es una enfermera. Perdió a sus padres en Cairo cuando tenía 12 años por una explosión. Acepta una cena con el Soldado Keenan como disculpa por haber pensado que él era como los demás y solo intentaban pedirle una cita. Es amiga de Norah y de la esposa del Capitán Gulliver, Audrey.
- Cabo Barrowman es el encargado de entrenar a los soldados de la Sección dos. Pronto presentó un disgusto hacia el Soldado Wratten, pero comenzó a tener pesadillas luego de un incidente en un simulacro de ataque de gas. Fue un Sargento que fue rebajado a Cabo luego de que el Soldado Brookes, a quien Barrowman también tomó un disgusto y lo comenzó a presionar demasiado, terminó ahorcándose.

## Lista de Episodios
| N.º | Título       | Dirigido por | Escrito por    | Fecha de emisión original |
| --- | ------------ | ------------ | -------------- | ------------------------- |
| 1 | «Episodio 1» | Bryn Higgins | Damian Wayling | 7 de enero de 2013        |
| El Soldado de Primera Jimmy Hobbs le propone matrimonio a su novia Norah, que trabaja en la cantina del ejército (NAAFI), y luego se ausenta sin permiso después de ser perseguido por el soldado Keenan. El Sargento Butcher ve a un hombre con su moto en el muelle, vestido con el uniforme hecho en casa de un general y hablando solo con diálogos de David Niven; él es el Soldado Lomax. El cabo Barrowman, habiendo tomado una aversión al soldado Wratten, inicia una búsqueda por un reloj robado y pronuncia a Wratten como el ladrón. Después de apagar las luces, los hombres lidian a su manera: Keenan escribe en su diario, Hoy llora y Lomax no se ve en ninguna parte.                                                                                     |              |              |                |                           |
| 2 | «Episodio 2» | Bryn Higgins | Damian Wayling | 8 de enero de 2013        |
| Lomax finge tomar el sedante que la enfermera Connie le dio y para sorpresa de ella, Lomax comienza a hablar como Bette Davis. Jimmy le dice a Norah que tiene un plan. Keenan se disculpa con Connie por ser estridente sobre sus puntos de vista pacifistas la última vez que se vieron y le pregunta a Connie si podían hablar en algún lugar privado. La Sección Dos se somete al entrenamiento de bayoneta. Es un proceso visceral y la mayoría lo hace mal. Davies se pregunta si tiene lo que se necesita para ser un soldado. El Sargento Butcher visita a una mujer en el Hotel Imperial, cerca de Ravensea. |              |              |                |                           |
| 3 | «Episodio 3» | Bryn Higgins | Damian Wayling | 9 de enero de 2013        |
| La Sección Dos está en curso de asalto. Barrowman les dice a los hombres que si vencen el tiempo de la Sección Uno obtendrán una caja de cerveza: si no lo hacen, estarán pelando patatas para la cena del regimiento esa noche. White-Bowne le dice al capitán Gulliver que estará en las elecciones parciales de Oldham East y así obtendrá la exención del Servicio Nacional. Hobbs, esperando en una celda del ejército después de ausentarse sin permiso, teme lo peor. Lomax esconde un paquete envuelto bajo su almohada. Keenan y Connie cenan juntos. |              |              |                |                           |
| 4 | «Episodio 4» | Bryn Higgins | Damian Wayling | 10 de enero de 2013       |
| Barrowman continúa entrenando con la Sección Dos en una simulación de ataque de gas, durante el cual Wratten colapsa. Mientras las secciones esperan junto al reloj de la habitación del cuartel para que comience su partida, suena la advertencia de ataque nuclear. Barrowman y Hobbs saludan al inminente Armagedón con una botella de whisky. Hobbs, ahora un poco borracho, se enfrenta a Norah sobre su relación. White-Bowne ha descubierto que Barrowman solía ser sargento y cree que Hobbs podría saber la historia de por qué fue degradado a cabo. |              |              |                |                           |
| 5 | «Episodio 5» | Bryn Higgins | Damian Wayling | 11 de enero de 2013       |
| Los preparativos para el "Día del Recuerdo" comienzan cuando llega un telegrama diciendo que el abuelo de Davies ha muerto, el que su familia había sospechado de ser un cobarde. El capitán Gulliver le dice a Audrey que sus vidas comenzarían de nuevo cuando entregue su renuncia ese día. Wratten visita a Barrowman en el hospital y Barrowman le cuenta su historia. La curiosidad de Keenan sobre el abuelo de Davies lo lleva a descubrir la verdad sobre el historial militar del abuelo. White-Bowne y Rothman aparecen frente al panel de selección del partido conservador y hacen sus respectivas presentaciones para ser el próximo candidato. El Sargento Butcher le pregunta al Capitán Bulgakov si Lomax está realmente loco o simplemente está fingiendo. |              |              |                |                           |